# Mathias Pogba
Mathias Fassou Pogba (* 19. August 1990 in Conakry) ist ein guineischer ehemaliger Fußballspieler, der auf der Position des Stürmers spielte.

## Familie

### Vereinskarriere
In Conakry, der Hauptstadt Guineas, geboren, zog Pogba mit seiner Familie wenig später nach Frankreich in die Nähe von Paris. Zusammen mit seinem Zwillingsbruder Florentin und dem jüngeren Bruder Paul entwickelte er ein großes Interesse am Fußball. Wie auch Florentin begann Mathias seine Karriere bei einem lokalen Verein in ihrer Heimat Frankreich namens US Roissy-en-Brie. 2006 wechselten beide in den Juniorenbereich des spanischen Vereines Celta Vigo. Obwohl eigentlich ein Wechsel zum 1. FC Kaiserslautern intendiert war, ging Pogba 2009 kurzzeitig zurück nach Frankreich zum bretonischen Quimper Kerfeunteun FC. Anschließend wechselte er ins Vereinigte Königreich. Dort war er sowohl beim AFC Wrexham als auch bei Crewe Alexandra Stammspieler. 2014 wechselte er zum italienischen Zweitligisten Delfino Pescara 1936, wo er allerdings nur zu vier Einsätzen in einer Spielzeit kam. Nach Ende des Vertrags kam es beinahe zu einem Wechsel zu ADO Den Haag, der trotz des Zuspruchs der Fans schlussendlich scheiterte. Daher ging er 2015 wieder zurück ins Vereinigte Königreich, wo er sowohl bei Crawley Town als auch beim schottischen Verein Partick Thistle regelmäßig eingesetzt wurde. Selbiges galt für seine Zeit bei Sparta Rotterdam, für die er in der Saison 2016/17 spielte.
Danach war Pogba für über ein Jahr vereinslos. In dieser Zeit litt er an einer Verletzung an der Achillessehne. Zeitweise war ein Wechsel zum KFC Uerdingen 05 im Gespräch, der aber an Gewichtsproblemen scheiterte. 2018 unterschrieb er einen Ein-Jahres-Vertrag beim französischen Verein FC Tours. Hier wurde er insgesamt fünf Mal eingesetzt, weitere fünf Male in der zweiten Mannschaft des Vereins. Danach wechselte er nach Spanien, wo er jeweils einige Monate bei CD Manchego Ciudad Real, beim Lorca FC und bei Racing Murcia unter Vertrag stand. 2021 wurde er vom slowenischen Erstligisten NK Tabor Sežana verpflichtet und auch ein Mal eingesetzt. Schließlich wechselte er noch im selben Jahr zurück nach Frankreich zum Viertligisten ASM Belfort. Nach dem Ende des dortigen Vertrags zum Ende der Saison 2021/22 wurde Pogba vereinslos.

### Nationalmannschaft
Zwischen 2013 und 2017 spielte Pogba fünfmal für die guineische Fußballnationalmannschaft.